# 500+1 Kolo

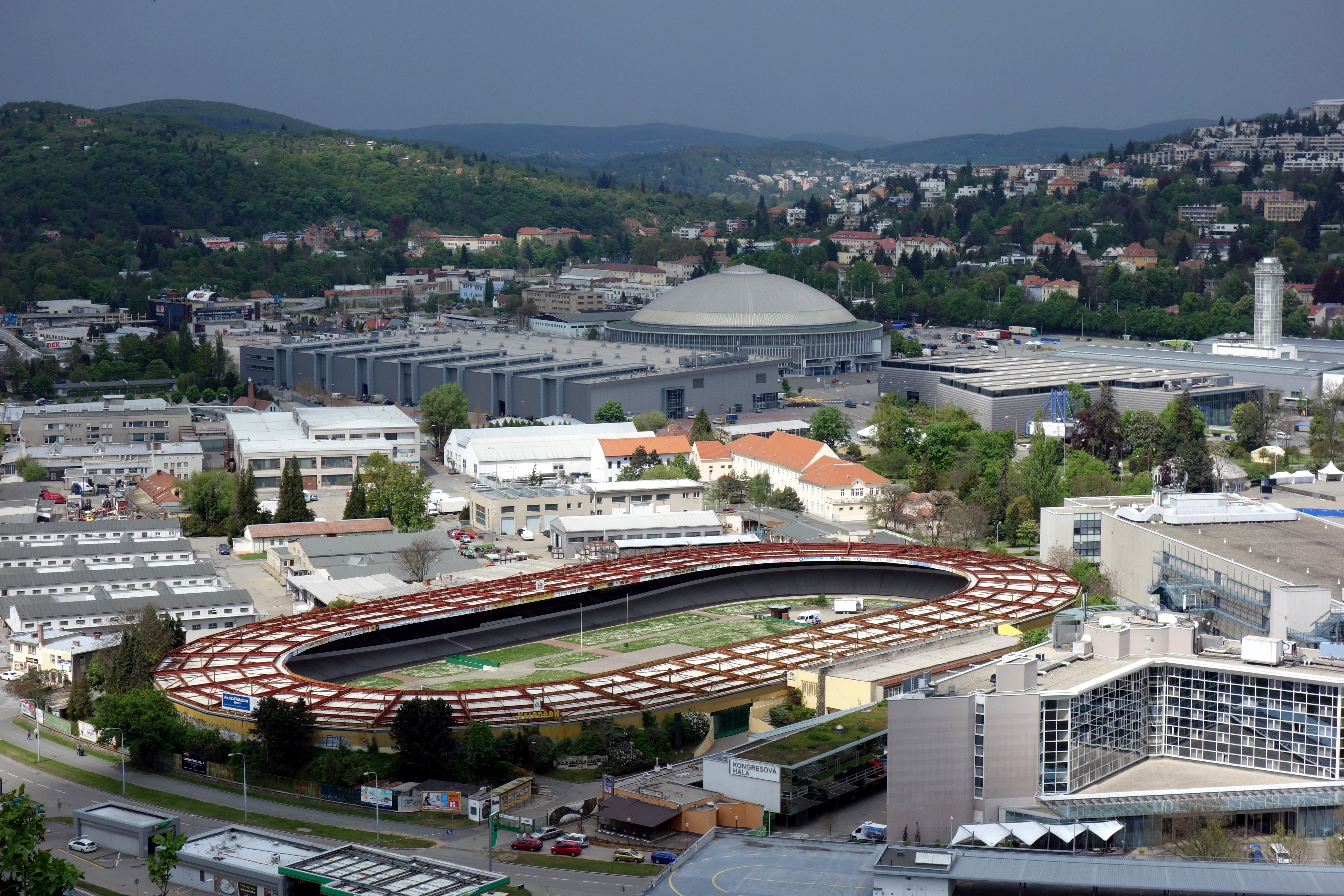
Velodrom Brno, Austragungsstätte der 500+1 Kolo

500+1 Kolo (500 + 1 Runde) ist eine internationale Radsportveranstaltung in Tschechien. Es ist ein Wettbewerb im Bahnradsport, der als Punktefahren ausgetragen wird.

## Geschichte
1966 wurde der Wettbewerb vom Verein TJ Favorit Brno in der damaligen Tschechoslowakei ins Leben gerufen.
Austragungsort ist die Radrennbahn von Brno (Velodrom Brno), die eine 400 Meter lange überdachte Betonbahn ist. In der Regel findet der Wettbewerb an einem Wochenende statt und ist in fünf Etappen aufgeteilt, aus denen über eine Gesamtwertung der Sieger ermittelt wird. Der Fahrer, der die höchste Anzahl an Wertungspunkten holt wird Sieger des Rennens. Dabei gilt wie bei internationalen Meisterschaften im Punktefahren oder auch bei Sechstagerennen der Grundsatz: Rundengewinn geht vor Punktgewinn. Der Wettbewerb hat eine Gesamtlänge von 200,4 Kilometern.

## Palmarès
- 1966  Milan Puzrla
- 1967  Milan Puzrla
- 1968 ?
- 1969  Milan Puzrla
- 1970  Milan Zyka
- 1971  František Řezáč
- 1972  Miroslav Nekvapil
- 1973  Jaroslav Bláha
- 1974  Milan Puzrla
- 1975  Michal Klasa
- 1976  Miroslav Vymazal
- 1977  Jiří Mikulica
- 1978  Karel Dostálik
- 1979  Zdeněk Adámek
- 1980  Igor Sláma
- 1981 ?
- 1982 Miroslav Junec
- 1983  Jiří Mikšík
- 1984  Lutz Haueisen
- 1985  Carsten Wolf
- 1986  František Klouček
- 1987  Thomas Will
- 1988  Luboš Lom
- 1989  Aleš Trčka
- 1990  Carsten Wolf
- 1991  Rudolf Juřícký
- 1992  Lubor Tesař
- 1993  Michal Baldrian
- 1994  Roland Garber
- 1995  Martin Liška
- 1996  Martin Liška
- 1997  René Jauris
- 1998  Roland Garber
- 1999  Roland Garber
- 2000  Roland Garber
- 2001  Roland Garber
- 2002  Roland Garber
- 2003  Martin Bláha
- 2004  Roland Garber
- 2005  Jan Kunta
- 2006  Andreas Graf
- 2007  Milan Kadlec
- 2008  Martin Bláha
- 2009  Milan Kadlec
- 2010  Marek Mixa
- 2011  Martin Bláha
- 2012  Jiří Hochmann
- 2013  Alois Kaňkovský
- 2014  Milan Kadlec
- 2015  Adrian Tekliński
- 2016  Martin Bláha
- 2017  Ondřej Vendolský
- 2018  Bartosz Rudyk
- 2019  Matteo Donegà
- 2020  Filip Prokopyszyn
- 2021  Szymon Sajnok
- 2022  Moritz Malcharek
- 2023  Filip Prokopyszyn
- 2024  Filip Prokopyszyn